# Phép dìm
Bản mẫu:Chuyên ngành

Chai Klein dìm trong không gian 3 chiều.

Trong hình học vi phân, một phép dìm) là một hàm khả vi giữa các đa tạp vi phân mà vi phân tại mọi điểm là một đơn ánh. Tức là, f: M → N là một phép dìm nếu
{\displaystyle D_{p}f:T_{p}M\to T_{f(p)}N\,}
là một đơn ánh tại mọi điểm p thuộc M. Phép dìm đối ngẫu với phép ngập.
Một khái niệm liên quan là phép nhúng. Một phép nhúng là một phép dìm đơn ánh f: M → N sao cho f cũng là một phép nhúng tô pô, do đó M đồng phôi với ảnh của nó trong N. Một phép dìm là một phép nhúng địa phương - tức là, với mọi điểm x ∈ M tồn tại một lân cận U ⊂ M của x sao cho f: U → N là một phép nhúng, và ngược lại, một phép nhúng địa phương là một phép dìm. Đối với các đa tạp vô hạn chiều, đôi khi điều này được coi là định nghĩa của một phép dìm.
Phép dìm vi phân có tính cục bộ: nó không nhất thiết phải là một đơn ánh. Trong khi đó một phép nhúng luôn là một đơn ánh.

## Ví dụ
- Chai Klein và tất cả các bề mặt khép kín không định hướng khác có thể được ngâm trong không gian ba chiều nhưng không thể được nhúng.

## Ghi chú

Một đa tạp con được dìm đơn ánh nhưng không được nhúng.